# Pholcus intricatus
Pholcus intricatus là một loài nhện trong họ Pholcidae. Loài này có ở quần đảo Canaria.